# Парламентські вибори в Канаді (2025)
Парламентські вибори в Канаді 28 квітня 2025 визначили членів Палати громад 45-го парламенту Канади. Наказ про вибори був опублікований 23 березня 2025 року після того, як генерал-губернатор Мері Саймон прийняла прохання прем'єр-міністра Марка Карні про розпуск парламенту.
Марк Карні здобув перемогу на виборах 28 квітня 2025 та за даними виборчого відомства набрав 64% голосів.
Це були перші вибори, на яких використовувалася нова виборча карта на 343 місця, заснована на переписі населення Канади 2021 року.

## Передісторія
Парламентські вибори в Канаді, які відбулися 20 вересня 2021 року, призвели лише до незначних змін порівняно з попередніми виборами 2019 року. Ліберальна партія на чолі з прем'єр-міністром Джастіном Трюдо не виграла всенародне голосування та не змогла отримати достатньо місць, щоб отримати парламентську більшість, вигравши лише відносну більшість місць і зберігши свій статус уряду меншості. Консерватори виграли всенародне голосування та продовжували залишатися офіційною опозицією. У березні 2022 року ліберали уклали угоду з Новою демократичною партією (НДП), яка посіла четверте місце, згідно з якою остання забезпечила б довіру та пропозицію на весь термін роботи парламенту в обмін на певні політичні поступки. Угода діяла до вересня 2024 року, коли НДП розірвала угоду.
Через тиждень після виборів, 27 вересня 2021, Аннамі Пол пішла у відставку з поста лідера Партії зелених, посилаючись на відсутність підтримки партії. Наступні вибори лідера виграла колишній лідер Елізабет Мей, яка балотувалася за «спільним списком» з Джонатаном Педно, запропонувавши модель спільного лідерства; Педно був офіційно призначений заступником лідера в очікуванні змін до конституції партії, щоб дозволити співлідерство. Мей і Педно офіційно стали співкерівниками 4 лютого 2025 року.
2 лютого 2022 року лідер консерваторів Ерін О'Тул був знятий з посади лідера голосуванням партій. Після виборів керівництва П'єр Полієв був обраний новим лідером Консервативної партії.
23 березня 2025 року, після запиту прем'єр-міністра Марка Карні, генерал-губернатор розпустив парламент і призначив вибори на 28 квітня 2025 року. Це були перші федеральні вибори в Канаді за правління короля Карла III, який вступив на престол у 2022 році.

## Результати
| Партія            | Партія                          | Лідер                         | Кандидатів | Голосів виборців | Голосів виборців | Голосів виборців | Місць | Місць          | Місць   | Місць |
| Партія            | Партія                          | Лідер                         | Кандидатів | Голосів          | %                | ± (%)            | 2021  | Перед виборами | Вибрано | ±     |
| ----------------- | ------------------------------- | ----------------------------- | ---------- | ---------------- | ---------------- | ---------------- | ----- | -------------- | ------- | ----- |
|                   | Ліберальна партія               | Марк Карні                    | 342        | 8 595 488        | 43,76            | ▲11,14           | 160   | 152            | 179     | ▲ 9   |
|                   | Консервативна партія            | П'єр Полієв                   | 342        | 8 113 484        | 41,31            | ▲7,57            | 119   | 120            | 144     | ▲ 24  |
|                   | Квебецький блок                 | Ів-Франсуа Бланше             | 78         | 1 236 349        | 6,29             | ▼1,35            | 32    | 33             | 22      | ▼ 10  |
|                   | Нова демократична партія Канади | Джаґміт Сінґг                 | 342        | 1 234 673        | 6,29             | ▼11,53           | 25    | 24             | 7       | ▼ 18  |
|                   | Партія зелених                  | Елізабет Мей і Джонатан Педно | 232        | 238 892          | 1,22             | ▼1,11            | 2     | 2              | 1       | ▼ 1   |
|                   | Народна партія                  | Максим Берньє                 | 247        | 136 977          | 0,70             | ▼4,24            | 0     | 0              | 0       | ▬     |
|                   | Партія християнської спадщини   | Родні Тейлор                  | 32         | 10 065           | 0,05             | ▬                | 0     | 0              | 0       | ▬     |
|                   | Партія «Носоріг»                | Чинук Блейс-Ледюк             | 29         | 7063             | 0,04             | ▬                | 0     | 0              | 0       | ▬     |
|                   | Об'єднана партія                | Грант Абрахам                 | 16         | 6061             | 0,03             | нова             | 0     | 0              | 0       | нова  |
|                   | Лібертаріанська партія          | Жак Будро                     | 16         | 5561             | 0,03             | ▬                | 0     | 0              | 0       | ▬     |
|                   | Марксистсько-ленінська партія   | Анна Ді Карло                 | 35         | 4996             | 0,03             | ▬                | 0     | 0              | 0       | ▬     |
|                   | Комуністична партія             | Елізабет Роулі                | 24         | 4685             | 0,02             | ▼0,01            | 0     | 0              | 0       | ▬     |
|                   | Центристська партія             | А. К. Рана                    | 19         | 3314             | 0,02             | ▲0,02            | 0     | 0              | 0       | ▬     |
|                   | Канадська партія майбутнього    | Домінік Карді                 | 19         | 3123             | 0,02             | нова             | 0     | 0              | 0       | нова  |
|                   | Партія захисту тварин           | Ліз Уайт                      | 7          | 1301             | 0,01             | ▬                | 0     | 0              | 0       | ▬     |
|                   | Партія марихуани                | Блер Лонглі                   | 2          | 133              | 0,00             | ▼0,01            | 0     | 0              | 0       | ▬     |
|                   | Незалежні кандидати             |                               | 177        | 39 498           | 0,20             | ▲0,01            | 0     | 3              | 0       | ▬     |
|                   |                                 |                               |            |                  |                  |                  |       |                |         |       |
| Справжні бюлетені | Справжні бюлетені               | Справжні бюлетені             |            | 19 641 944       | 99,14            |                  |       |                |         |       |
| Недійсні бюлетені | Недійсні бюлетені               | Недійсні бюлетені             |            | 169 857          | 0,86             |                  |       |                |         |       |
| Всього            | Всього                          | Всього                        | 1959       |                  | 100,00           |                  | 338   | 338            | 343     | ▲ 5   |
|                   |                                 |                               |            |                  |                  |                  |       |                |         |       |
| Виборців/Явка     |                                 |                               |            |                  |                  |                  |       |                |         |       |